# Krzysztof Jakubiec
Krzysztof Jakubiec (ur. 5 czerwca 1953) – harcmistrz, pedagog i gawędziarz, popularyzator wiedzy o historii harcerstwa, Szarych Szeregach i ich bohaterach.

## Życiorys
Od 1971 instruktor ZHP, pełnił m.in. funkcję zastępcy przewodniczącego Rady Chorągwi Łódzkiej ZHP, wiceprezes Oddziału Łódzkiego Stowarzyszenia Szarych Szeregów, twórca konkursu „Arsenał Pamięci”, zwycięzca plebiscytu Mistrz Mowy Polskiej Vox Populi 2009.  Członek Rady Krajowej PRON w 1983 roku.
Do 2005 roku przez wiele lat był nauczycielem geografii w XXIX Liceum Ogólnokształcącym im. 19 Stycznia w Łodzi (przez krótki czas – w latach 1986–88 – także dyrektorem tej szkoły). Swym uczniom poświęcał czas poza lekcjami. Założył i przez prawie 20 lat był drużynowym 44 Łódzkiej Drużyny Harcerskiej „Człapy” im. hm. Janka Bytnara „Rudego”. Na każdym kroku przekazywał wiedzę historyczną o ojczyźnie i jej wielkich bohaterach. W swej szkole gościł uczestników geograficznego konkursu wiedzy o Polsce – „Znasz-li swój kraj”.
Organizował dla uczniów liczne wyjazdy do ważnych miejsc dla historii Polski. Starał się zaszczepiać w młodych znamiona patriotyzmu. Był przyjacielem i opiekunem „Matuli Polskich Harcerzy”, matki Janka Bytnara – Zdzisławy Bytnarowej. W ostatnich latach jej życia odwiedzał ją ze swymi uczniami.
Miał wymierny wkład w to, że 12 września 1997 XXIX LO otrzymało imię harcmistrza Janka Bytnara „Rudego”. Wspólnie z uczniami urządził w tej szkole Izbę Patrona. Co roku też przed uroczystością Wszystkich Świętych zabierał uczniów na Cmentarz Powązkowski do Warszawy, aby uprzątać groby „Rudego”, „Alka”, „Zośki” i innych AK-owców.
Jest twórcą autorskiego projektu klasy o profilu geograficzno-turystycznym w XXIX LO. Pierwsza taka klasa powstała w roku szkolnym 1991/92. Oprócz przedmiotów geograficznych uczniowie zdobywali wiedzę z etnografii, historii architektury, geografii turystycznej, a jako język dodatkowy wprowadzono po raz pierwszy język hiszpański.
Po przejściu na emeryturę nadal pracuje w XXIX LO w charakterze wolontariusza – pomaga w organizacji uroczystości okolicznościowych. Jest także inicjatorem i organizatorem konkursu „Arsenał Pamięci”. Poza tym jest chętnie zapraszany na spotkania przez różne środowiska harcerskie, gdzie w formie gawędziarskiej, dzieli się z młodzieżą swoimi doświadczeniami i przygodami.

## Odznaczenia
W 2013 roku został laureatem nagrody honorowej „Świadek Historii” przyznanej przez Instytut Pamięci Narodowej. 10 listopada 2016 roku został odznaczony przez Radę Miejską w Łodzi (uchwałą nr XXXVI/931/16 z 19 października 2016) Odznaką „Za Zasługi dla Miasta Łodzi”.